# Aegilops columnaris
Aegilops columnaris là một loài thực vật có hoa trong họ Hòa thảo. Loài này được Zhuk. mô tả khoa học đầu tiên năm 1928.